# Тельман, Роза
Ро́за Те́льман (нем. Rosa Thälmann, урожд. Кох (нем. Koch); 27 марта 1890, Баргфельд близ Гамбурга — 21 сентября 1962, Берлин) — супруга Эрнста Тельмана.

## Биография
Роза Кох была восьмым из десяти детей в семье сапожника. Роза и её братья и сёстры были вынуждены работать ещё с дошкольного возраста. Роза работала в поле и прислугой в семьях. В 14 лет была принята на работу в поместье. Спустя три года Роза получила работу в Гамбурге. Она работала гладильщицей в прачечной, где познакомилась с кучером Эрнстом Тельманом. Через Тельмана Роза познакомилась с политикой, читала соответствующую литературу и по настоянию Тельмана вступила в профсоюз. В 1915 году Роза и Эрнст поженились, 6 ноября 1919 года родилась их дочь Ирма.
5 марта 1933 года Роза Тельман узнала об аресте её мужа. Она переехала в Берлин и навещала мужа в тюрьме Моабит каждые три недели, став одновременно связной между руководством КПГ и арестованным Тельманом. В октябре 1937 года Роза Тельман написала письмо Герману Герингу, в котором требовала существенных послаблений в режиме содержания мужа и даже пыталась передать послание в руки Геринга в гамбургском отеле «Атлантик». На Рождество 1937 года супругам Тельманам было разрешено остаться одним в тюремной камере.
В марте 1939 года после ареста партийного курьера на границе Роза Тельман осталась без средств к существованию. В конце 1939 года Роза Тельман в последний раз получила деньги через Рут Вернер. В апреле 1944 года была арестована Ирма Тельман, а в мае — Роза. В сентябре 1944 года мать и дочь прибыли в женский концентрационный лагерь Равенсбрюк, а Ирма впоследствии была депортирована во внешний лагерь в Нойбранденбурге. Окончание войны обе женщины встретили в заключении.
В 1950 году Роза Тельман была избрана депутатом Народной палаты ГДР от СЕПГ, состояла в президиуме Комитета антифашистских борцов сопротивления и в президиуме Демократического женского союза Германии, но не имела какого-либо заметного политического или общественного влияния. Роза Тельман регулярно выступала на памятных мероприятиях в Равенсбрюке.
Урна с прахом Розы Тельман была захоронена в Мемориале социалистов на Центральном кладбище Фридрихсфельде в Берлине.

## Киновоплощение
- 1955 — «Эрнст Тельман — вождь своего класса[нем.]». В роли Розы Тельман — Карла Хоффманн.